# Andy Müller-Maguhn

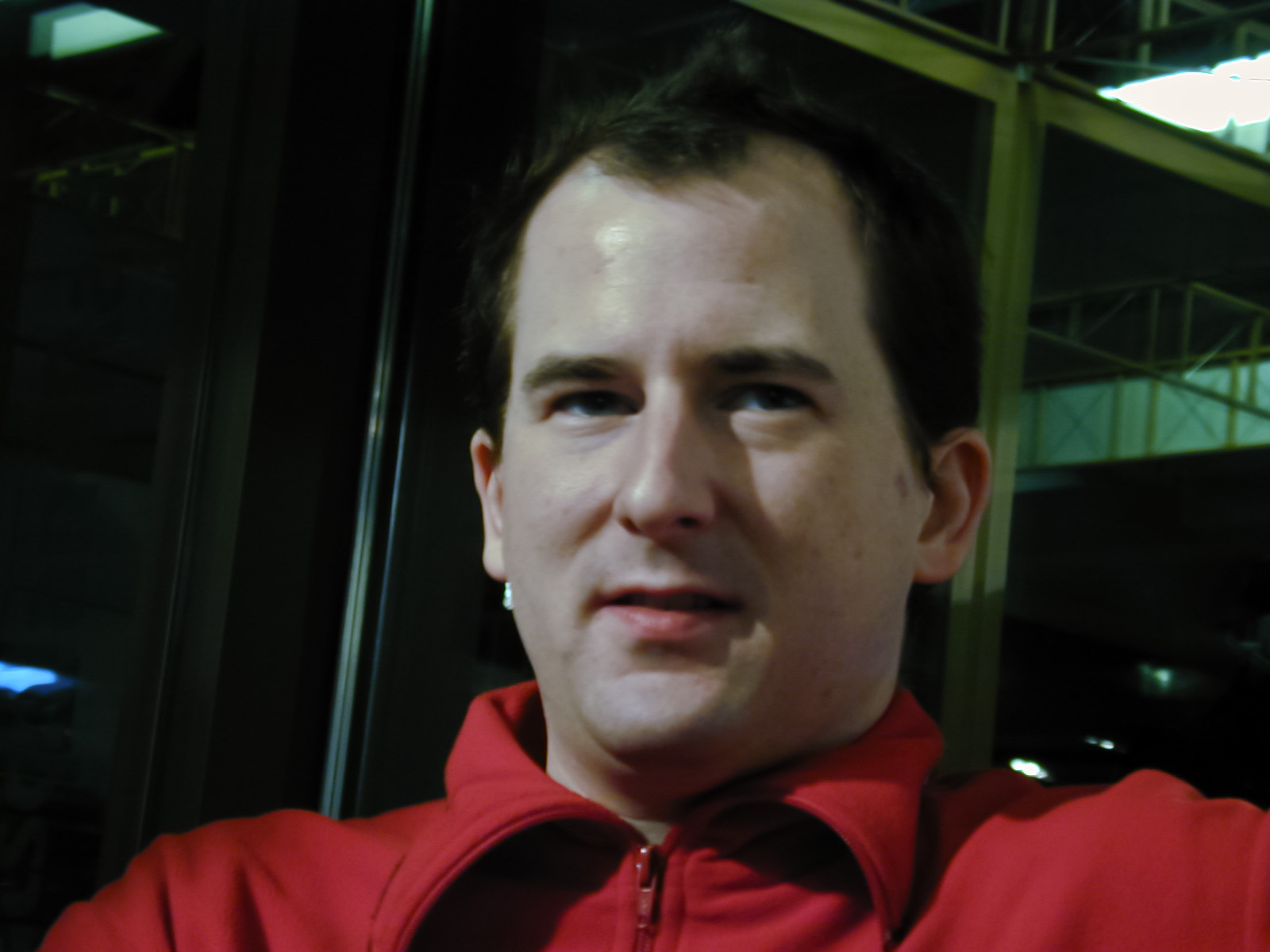
Andy Müller-Maguhn (1999)

Andy Müller-Maguhn (* 3. Oktober 1971 in Hamburg) ist ein deutscher Informatiker, der seit 1986 Mitglied des Chaos Computer Club (CCC) ist und von 1990 bis 2003 einer der Sprecher des Clubs war.
Von November 2000 bis Juni 2003 war er einer der gewählten ehrenamtlichen Direktoren bei ICANN und zusammen mit 18 anderen Direktoren für die weltweite Entwicklung von Richtlinien und der Entscheidung von strukturellen Fragen zur Struktur des Internets zuständig.
Seit 2002 ist Müller-Maguhn 2. Vorsitzender der Wau-Holland-Stiftung. Von Juni 2002 bis 2004 oder 2005 agierte er als ehrenamtliches Vorstandsmitglied der European Digital Rights, der sich als Dachverband europäischer NGOs für die Durchsetzung der Menschenrechte auch im Digitalzeitalter einsetzt. Mit der Mitgliederversammlung im Januar 2009 war er – nach zwei Jahren Pause – wieder Mitglied des CCC-Vorstands, bis zu seiner Abwahl am 5. Februar 2012 auf einer außerordentlichen Mitgliederversammlung.

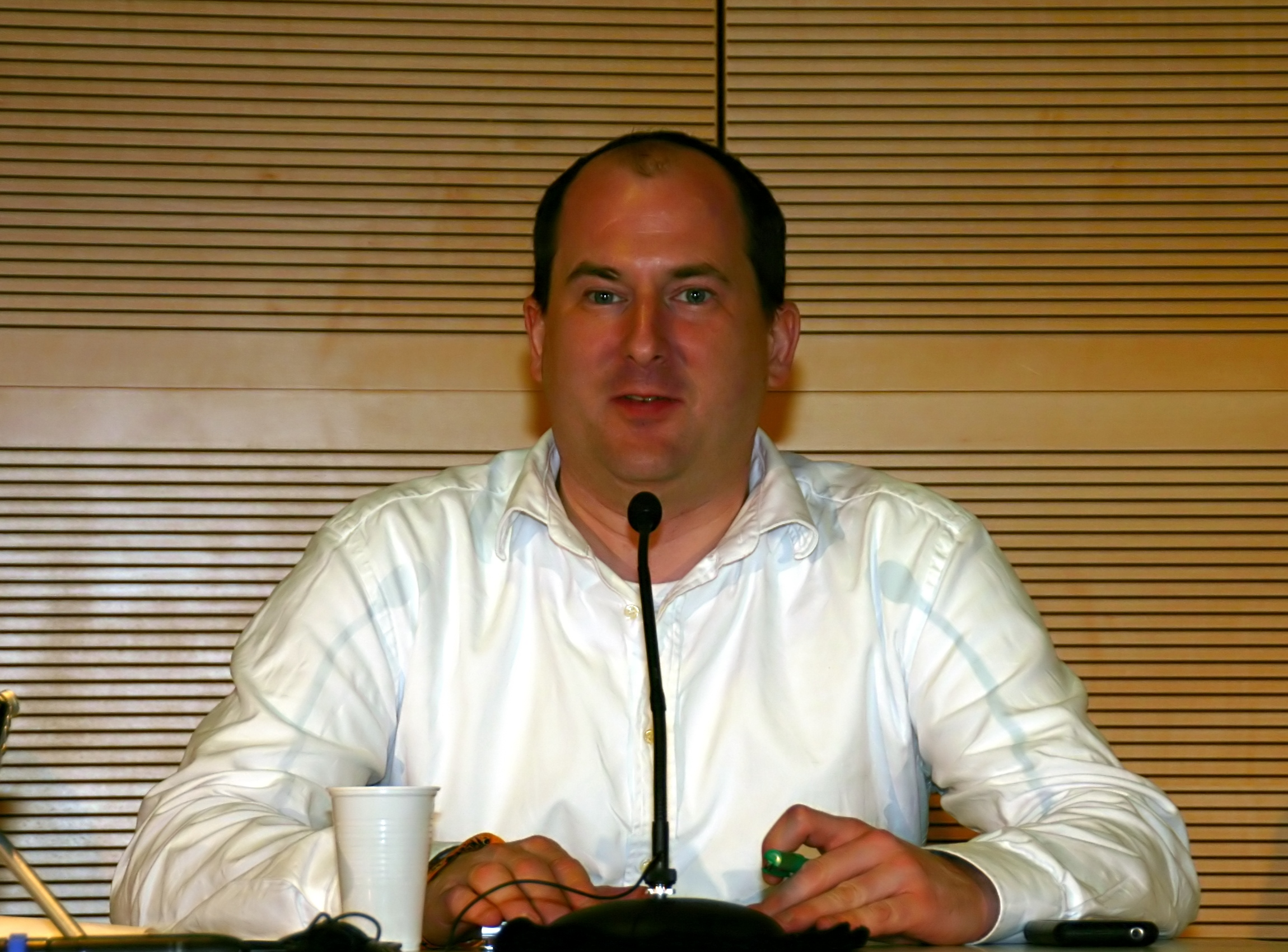
Andy Müller-Maguhn bei der SIGINT09-Konferenz am 22. Mai 2009

Unter der Bezeichnung „Datenreisebüro“ betreibt er seit Mitte 2002 in Berlin ein Bürogebäude, das neben dem Chaos Computer Club auch Workshop- und Archivräume umfasst und derzeit mit der Konzeption von Schulungen und Workshops versucht, die unterschiedlichsten Erfahrungen insbesondere im Bereich von Datenschutz und Datensicherheit nutzbar zu machen.

## Angebliche Überwachung durch die CIA
Beim rC3 gab Andy Müller-Maguhn im Jahr 2020 bekannt, dass er von der CIA überwacht und eingeschüchtert werde. Dies machte er unter anderem daran fest, dass sein Telefon nach einer Reparatur mit einer Überwachungskomponente versehen war. Während einer kurzen Abwesenheit sei das Schloss zu seiner Wohnung ausgetauscht worden. Bei Auslandsreisen werde er ständig beobachtet und die Post an seine spanischen Anwälte sei geöffnet worden. Ebenso habe er Angriffe auf verschlüsselte Kommunikation bemerkt.

## Werk
- Jacob Appelbaum, Julian Assange, Andy Müller-Maguhn, Jérémie Zimmermann: Cypherpunks. Freedom and the Future of the Internet. OR Books, New York 2012, ISBN 978-1-939293-00-8.